# 21574 Ouzan
A 21574 Ouzan (ideiglenes jelöléssel 1998 RZ71) a Naprendszer kisbolygóövében található aszteroida. A LINEAR projekt keretében fedezték fel 1998. szeptember 14-én.